# Keljin Blevins
Keljin DeShawn Blevins (ur. 24 listopada 1995 w Hot Springs) – amerykański koszykarz, występujący na pozycji rozgrywającego.
W 2014 został zaliczony do składu Washington Catholic Athletic Conference All-Metro Elite Honorable Mention, jako zawodnik drużyny szkoły średniej Bishop O’Connell High.
W 2019 reprezentował Portland Trail Blazers, podczas rozgrywek letniej ligi NBA. 30 września podpisał umowę z Blazers na okres przedsezonowego obozu treningowego. 18 października opuścił klub.
25 listopada zawarł kontrakt z Portland Trail Blazers na występy zarówno w NBA, jak i G-League.
Prywatnie jest kuzynem Damiana Lillarda.